# Waifs
Waifs é um filme mudo norte-americano de 1914 em curta-metragem, do gênero drama, dirigido por D. W. Griffith e estrelado por Fanny Midgley.